# Надєжкін Герасим Мартем'янович

Герасим Мартем'янович Надєжкін  (рос. Герасим Мартемьянович Надежкин; 25 жовтня 1914 — 21 серпня 1974) — радянський військовик, Герой Радянського Союзу (1944). У роки німецько-радянської війни брав участь у битві за Дінпро.

## Біографія
Народився 25 жовтня 1914 року в селі Лемдяй (нині — Старошайговський район Мордовії) у селянській родині. Після закінчення восьми класів школи працював в Краснотуранському райкомі комсомолу в Красноярському краї. У 1935—1937 роках проходив службу в Робітничо-селянської Червоної Армії.
У 1939 році Г.Надєжкін повторно був покликаний в армію. Брав участь у радянсько-фінській війні. В 1941 році закінчив військово-політичне училище. З серпня того ж року на фронтах німецько-радянської війни.
До лютого 1944 гвардії майор Герасим Надьожкін командував мотострілецьким батальйоном 5-ї гвардійської окремої мотострілецької бригади 3-ї гвардійської армії 4-го Українського фронту. Відзначився під час звільнення Дніпропетровської області Української РСР. 6-8 лютого 1944 року підрозділ Надєждкіна на підручних засобах переправився через Дніпро в районі північного сходу від м. Нікополя, забезпечивши переправу всієї бригади. Потім, зі своїм та 2-м батальйоном брав участь у звільнені м. Нікополь, захопивши багато ворожої техніки, гармат, кулеметів та знищивши до батальйону піхоти супротивника.
19 березня 1944 року гвардії майор Герасим Мартем'янович Надежкін був отримав звання Героя Радянського Союзу.
Після закінчення війни продовжив службу в Радянській Армії. У 1948 році закінчив Військову академію бронетанкових і механізованих військ.
У 1964 році у званні полковника Надьожкін вийшов у запас. Проживав і працював спочатку в Махачкалі, потім в Волгограді. Помер 21 серпня 1974 року, похований у Волгограді.

## Нагороди
Нагороджений також орденами та медалями:
- орденом Леніна
- орденом Червоного Прапора
- орденом Богдана Хмельницького 3-го ступеня
- орденом Олександра Невського
- двома орденами Червоної Зірки
- Медаллю «За бойові заслуги»
- Медаллю «За оборону Сталінграда»